# John Mortensen
John Mortensen (født 14. oktober 1960 i Slangerup) er en tidligere dansk bokser i mellemvægt. 
John Mortensen debuterede som professionel den 11. februar 1983 ved et boksestævne i KB Hallen, hvor han tilføjede englænderen Dalton Jordan dennes 10. nederlag i 13 kampe med en knockoutsejr i 3. omgang. Efter yderligere to knockoutsejre blev John Mortensen allerede i sin 4. kamp matchet mod den tidligere verdensmester i let-mellemvægt Eddie Gazo. Gazo var dog langt fra sin tidligere styrke, og havde tabt sine sidste 4 kampe inden kampen den 1. december 1983 i KB Hallen. John Mortensen fik sin største sejr i karrieren, da han besejrede Gazo på point efter 6 omgange. 
John Mortensen blev herefter matchet mod englænderen Dean Scarfe, der ligesom Mortensen var ubesejret i 4 kampe. Mortensens karriere led et alvorligt knæk, da han blev stoppet i 2. omgang af englænderen. Mortensen fik herefter en række sejre mod ganske middelmådige modstandere, inden han i KB Hallen igen blev stoppet, denne gang den 20. juni 1985 af franskmanden Joel Brival. Efter sejre over fire boksere med flere nederlag end sejre i bagagen, mødte Mortensen herefter den 17. oktober 1986 den spansk baserede Kid Bello, der med kun 1 tidligere nederlag i 14 kampe var klart overlegen i kampen, og John Mortensen blev stoppet for tredje gang i karrieren, der ikke bevægede sig nogen steder hen. 
John Mortensen holdt efter nederlaget til Kid Bello en pause i karrieren. Han gjorde i 1988 comeback mod landsmanden Tage Nielsen, og overraskede, da han besejrede Nielsen på point. I en returkamp senere på året vandt Mortensen på point. Han mødte herefter den 16. februar 1989 nordmanden Terje Sveen, men tabte på point i det der blev karrierens sidste kamp. 
John Mortensen opnåede 17 professionelle kampe, hvoraf de 13 blev vundet (6 før tid) og 4 tabt (3 før tid).